# Pleunis Dubbeldam
Pleunis Dubbeldam (Dordrecht, 20 april 1914 – Woeste Hoeve, 8 maart 1945) was een Nederlandse verzetsstrijder en medewerker van de PTT.

## Levensloop
Dubbeldam was technisch ambtenaar bij de PTT, een rol die hem later goed uitkwam in de Tweede Wereldoorlog. Verder had hij zich tijdens de oorlog aangesloten bij de OD en de CID. Ook was hij een zendamateur.
Zijn baan bij de PTT stelde hem in de gelegenheid om telefoongesprekken af te luisteren en geheime telefoonaansluitingen te installeren voor het verzet. De districtszender van het Hoogeveens verzet werd ook door hem onderhouden. Door dit werk voor het verzet kwam hij in contact met andere Hoogeveense verzetsstrijders als Hermanus Schipper, Jan Vroom, Piet van de Velde en Koop Schra. Alle vijf zijn op 10 februari 1945 verraden door Geessien Bleeker en vervolgens afgevoerd naar het Huis van Bewaring in Assen. 
Dubbeldam werd op 8 maart 1945 tezamen met vele anderen als represaille voor de aanslag op Rauter, een hoge SS'er, gefusilleerd te Woeste Hoeve, een gehucht in de gemeente Apeldoorn.

## Persoonlijk
Hij was zoon van Nicolaas Dubbeldam en Jannigje Deventer. Zelf was hij getrouwd met Lammigje Cuperus. In Hoogeveen, waar het gezin in de Tweede Wereldoorlog woonde, is een straat naar hem vernoemd (P. Dubbeldamstraat).